# Bo porqueria
En finances, un bo d'alt rendiment o bo porqueria (en anglès: high-yield debt, o junk bond, non-investment-grade bond, speculative-grade bond) és un bo que ha estat degradat per les agències d'avaluació de crèdit al grau d'especulatiu —subprime—, és a dir, per sota del grau d'inversió —investment grade o prime—, grau que es correspon als següents nivells:
- inferior a Baa3 per Moody's
- inferior a BBB- per Standard & Poor's i Fitch Ratings

Aquests bons tenen un alt risc de crèdit, raó per la qual típicament paguen interessos més alts que els bons de millor qualitat per tal de fer-los més atractius als inversors. El titular d'aquests bons està subjecte al risc de la taxa d'interès i al risc de crèdit, risc d'inflació, risc de les divises, risc de durada, risc de liquiditat, etc. El risc de crèdit del bo porqueria es refereix a la probabilitat de pèrdua per un esdeveniment o al canvi de qualificació per les agències de qualificació com Fitch, Moody's, o Standard & Poor's.

## Origen i creixement
Durant molt de temps, les emissions de high yield debt no estaven obertes al públic en general i només hi intervenien invertidors institucionals com les companyies d'assegurances. Els bons porqueria o junk bonds pròpiament dits van aparéixe l'any 1977 quan el banc d'inversions Bear Stearns organitzà el primer emplaçament públic d'una obligació emesa per un emissos amb qualificació inferior al grau d'inversió investment grade. Han tingut un creixement important. Des de 1983, representen un terç de les obligacions financeres emeses pel conjunt d'empreses privades dels Estats Units.

## Crisi econòmica a partir del 2008
Els préstecs hipotecaris nord-americans (subprimes) van ser a partir de l'estiu de 2007, l'element desencadenador de la crisi financera que comporta la crisi econòmica de 2008. La crisi es va reprendre l'any 2011 pel deute públic acumulat pels Estats Units i la bombolla immobiliària. A Grècia les agències de qualificació S&P i Moody's van qualificar els seus bons de bons porqueria.